# 国名コード
国名コード（こくめいコード）とは、country（独立国や非独立地域）につけられる符号（コード〈code〉）のことである。国コード（くにコード）とも。
通常、ISO 3166-1 alpha-2の（ラテン文字）2文字国コードを指す。

## 国名コードの例

### ISO
国際標準化機構 (ISO) により規格化された国名コード。
- ISO 3166-1
  - ISO 3166-1 alpha-2: 2文字コード。
  - ISO 3166-1 alpha-3: 3文字コード。
  - ISO 3166-1 numeric: 数字3桁コード。
- ISO 3166-3

### ITU
国際電気通信連合 (ITU) により規格化されたコード。日本ではJIS X 0304として日本語国名を含め日本産業規格として翻訳のうえ標準化されている。
- 海上認識番号（英語版）: 海上移動業務において国の識別に利用される数字3桁。
- 国際電話番号: ITU-T勧告E.164で定められている。数字1～3桁。
- ITUプレフィックス: ITUの無線通信規則で定められている。無線局のコールサインで利用される。英数字2文字。
- ITU文字コード（英語版）: 国際電気通信連合無線通信部門が加盟国の識別に利用している。ふつう英字3文字だが、8か国は1文字。
- Mobile Country Code（英語版） (MCC): ITU勧告E.212で定められている。数字3桁。IMSIの最初の3桁として利用される。

### その他
- 国別コードトップレベルドメイン (ccTLD; country code Top Level Domain): 2文字コード。小文字を使うことを除けばISOとほぼ同じであるが、イギリスが "uk" であるなど一部例外がある。
- 国籍記号: 国際民間航空機関 (ICAO) が定めた民間航空機に付与される機体番号の一部
- 財務省統計国名符号表: 財務省貿易統計に用いられる数字3桁のコード。
- 自動車の国際識別記号: 1～3文字。
- FIFAコード:国際サッカー連盟。FIFAコードの一覧を参照。一部の国・地域でISOとは異なる (例: ドイツ = GER)。
- FIPS 10-4（英語版）: アメリカ連邦情報処理標準による2文字国コード。ISOとは大きく異なる。
- IOCコード: 国際オリンピック委員会。IOCコード一覧を参照。
- ISBNのグループ記号: 数字1～5桁。同じ言語圏の国はまとめられている。
- STANAG 1059（英語版）: 北大西洋条約機構(NATO)による2文字国コードと3文字国コード。2004年の第8版で2文字コードは大きく改訂され、それまでFIPSとほぼ同じであったのが、ISOと完全に同じになった。3文字コードはISOと大きく異なる。
- UIC国別番号: 国際鉄道連合 (UIC) が加盟国の識別に使用している。
- UN M.49（英語版）: 国際連合の統計用標準国・地域コード。数字3桁で表現される。IETF言語タグの "region" 下位タグで、ISO 3166-1 alpha-2で表現できない地域のために利用されている。
- UNDP 国別コード（英語版）: 国際連合開発計画 (UNDP) にも独自の3文字コードがある。
- WMO country code: 世界気象機関 (WMO) は気象通報式のために、独自の国コードを利用している。